# Jaswant Thada
Das Jaswant Thada ist ein Kenotaph im indischen Jodhpur in Rajasthan und wird auch „Taj Mahal von Marwar“ bezeichnet. Es wurde zwischen 1899 und 1906 von Sardar Singh (1895–1911) zum Gedenken an seinen Vater, Maharadscha Jaswant Singh II (1873–1895) erbaut.

## Architektur
Der Gebäudekomplex wurde aus dem rotbraunen Sandstein der nahegelegenen Steinbrüche erbaut. Das Hauptgebäude ist ein Tempel mit Skulpturen, Fresken, Gewölben, Säulen, Chhatris und Jalis. Es wurde im Stil der Rajputen-Architektur mit fein geschnitzten und polierten weißen Marmorplatten verkleidet. Wie das Taj Mahal reflektiert das Gebäude warmes Licht, wenn die Sonnenstrahlen auf die Oberfläche fallen.
Neben dem Kenotaph von Jaswant Singh II im Tempel sind über das weitläufige Gelände eine Vielzahl von Kenotaphen für andere Mitglieder der königlichen Familie verteilt. Eines dieser Kenotaphe ist den Königinnen gewidmet, die ihr Leben auf dem Scheiterhaufen von Maharadscha Jaswant Singh opferten.
Der Teich der Götter innerhalb des Jaswant Thada-Komplexes diente als traditioneller Verbrennungsplatz für die königlichen Familien von Jodhpur.

## Lage

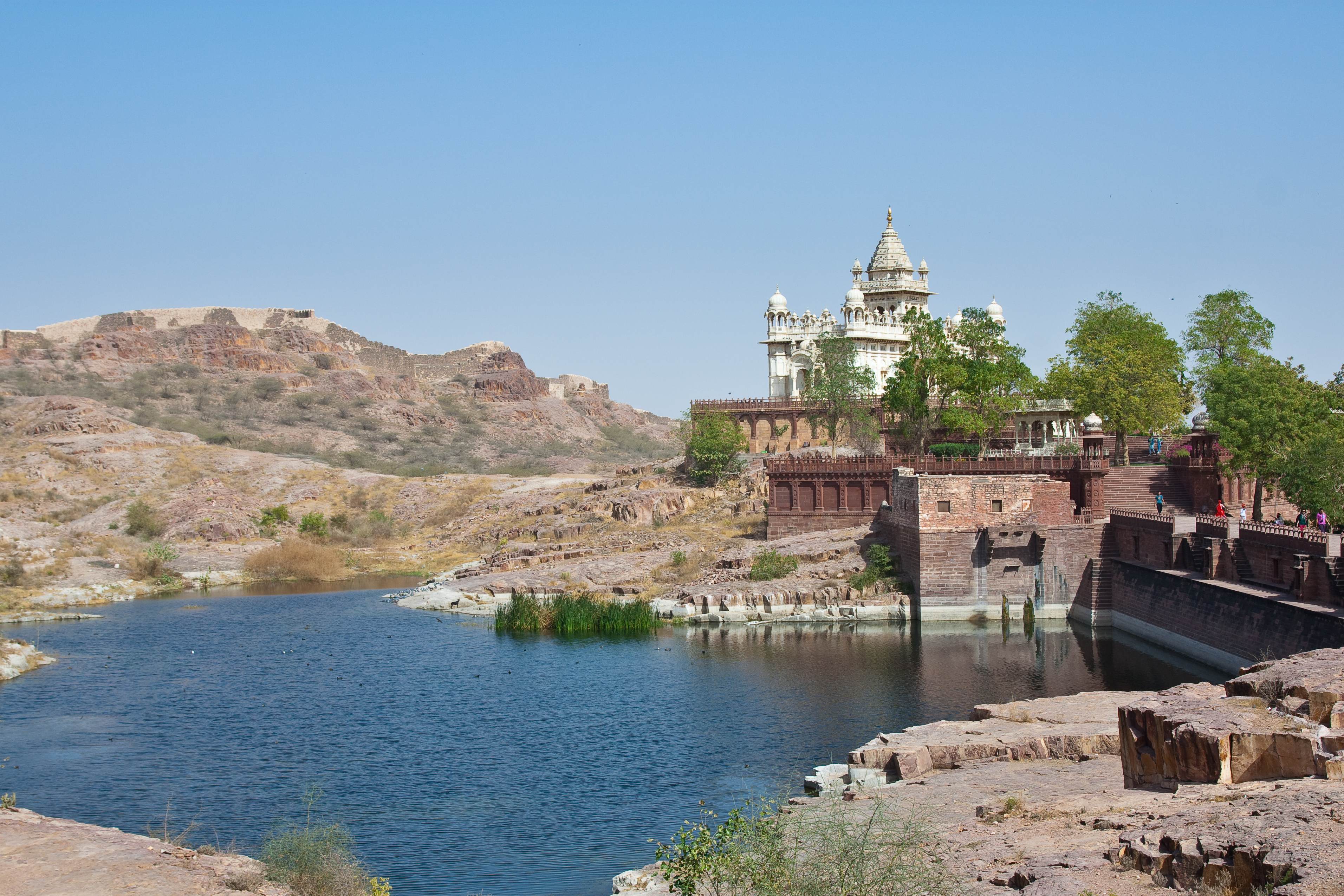
Jaswant Thada

Das Kenotaph wurde auf einem Hügel am Ufer eines kleinen Sees erbaut. Die große Terrasse bietet einen schönen Blick auf die Umgebung und die Festung Mehrangarh. Der Komplex liegt am Rande der Stadtbebauung in einer Grünzone.

## Bedeutung
Jaswant Singh II. wird von vielen Bewohnern der Stadt als der größte Herrscher von Jodhpur angesehen und wird immer noch von den Menschen verehrt, die regelmäßig Gebete und Blumen vor seinem Bild im Schrein niederlegen.
Jaswant Singh II. war der 33. in der Linie der Rathor-Könige von Jodhpur. Ihm wurden heilende Fähigkeiten nachgesagt, wofür ihn die Menschen verehrten. Der Maharadscha soll an diesem Ort seinen Verletzungen erlegen sein, als er gegen den Mogulkaiser Jahangir kämpfte.

## Nutzung
Das Jaswant Thada wird vom Mehrangarh Museum Trust verwaltet und ist für die Öffentlichkeit zugänglich. In den Innenräumen des Tempels wurden zum besseren Verständnis der Geschichte Porträts der Rathor-Herrscher von Jodhpur und Erklärungen dazu aufgehängt.
Der Tempel dient nicht nur touristischen Zwecken, sondern Hindi führen dort auch hinduistische Rituale (Puja) durch.
Ansonsten wird die Anlage für Musik- und Tanzveranstaltungen genutzt.

## Galerie

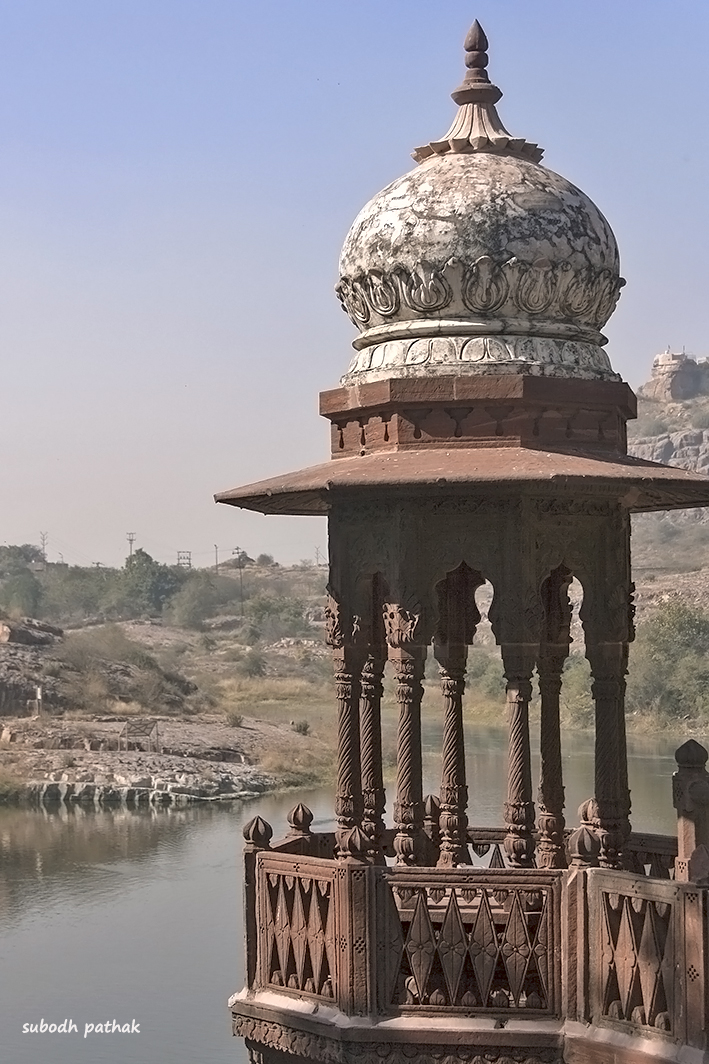
Chhatri am Eingang
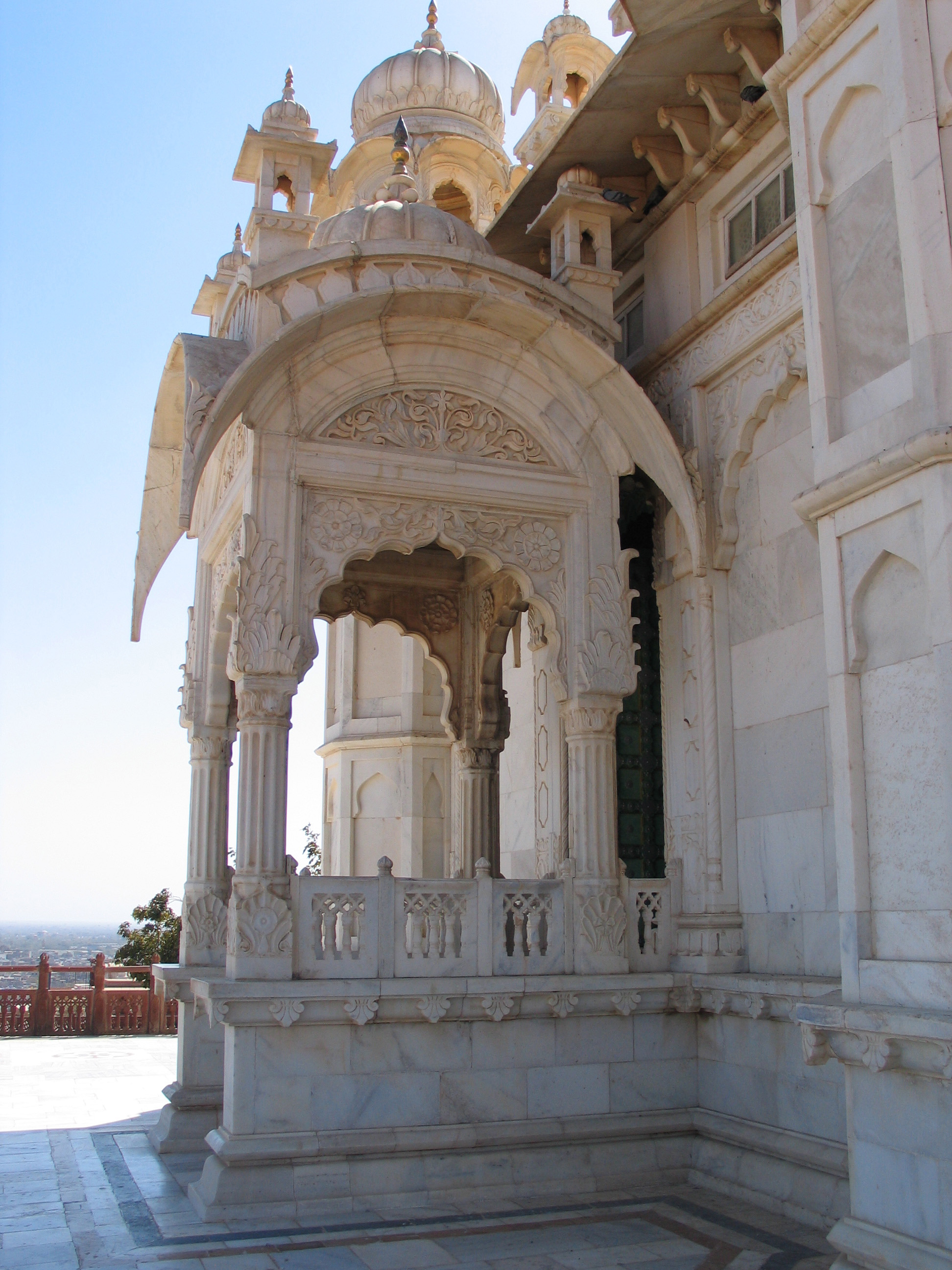
Eingangsportal zum Tempel
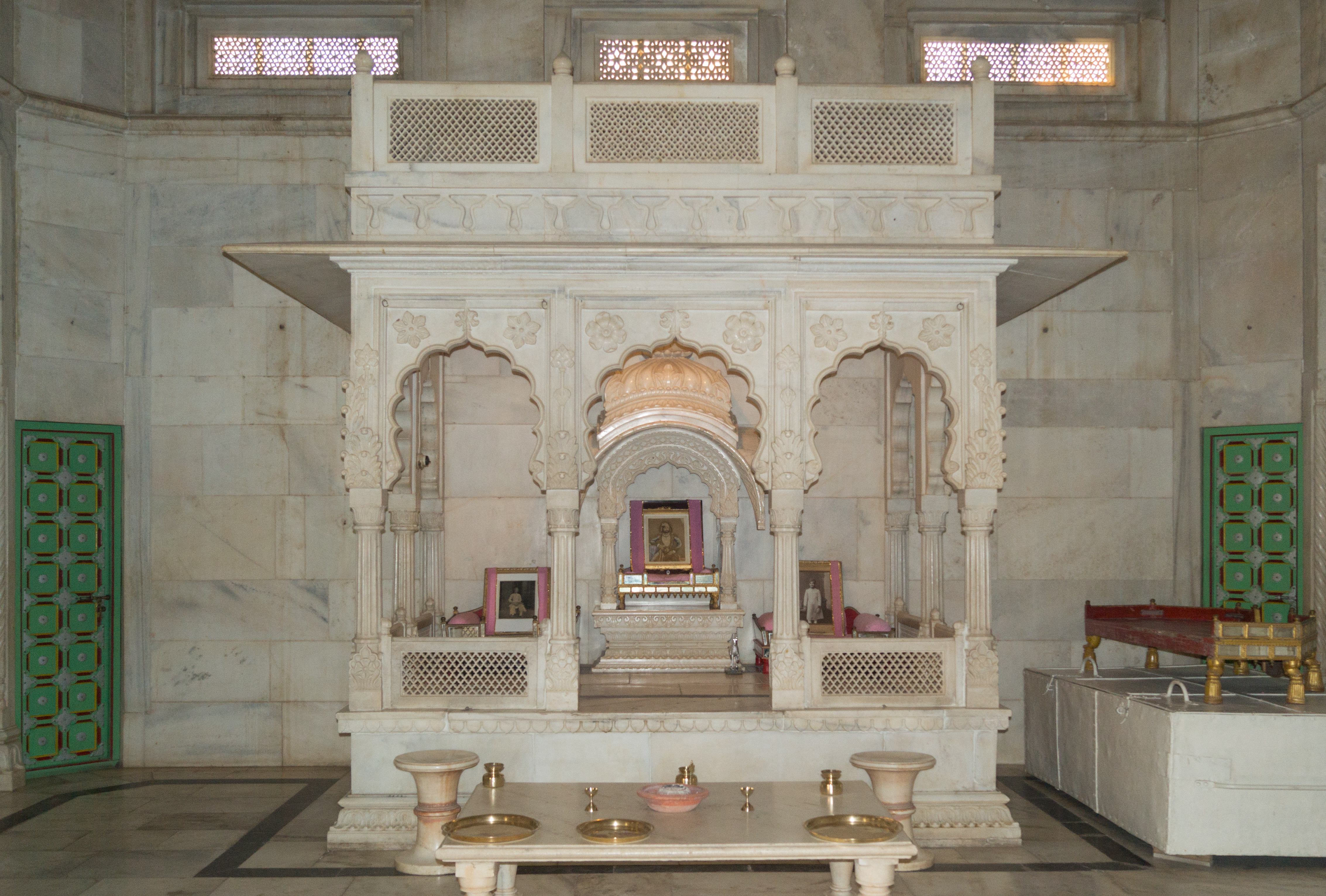
Kenotaph für Jaswant Singh
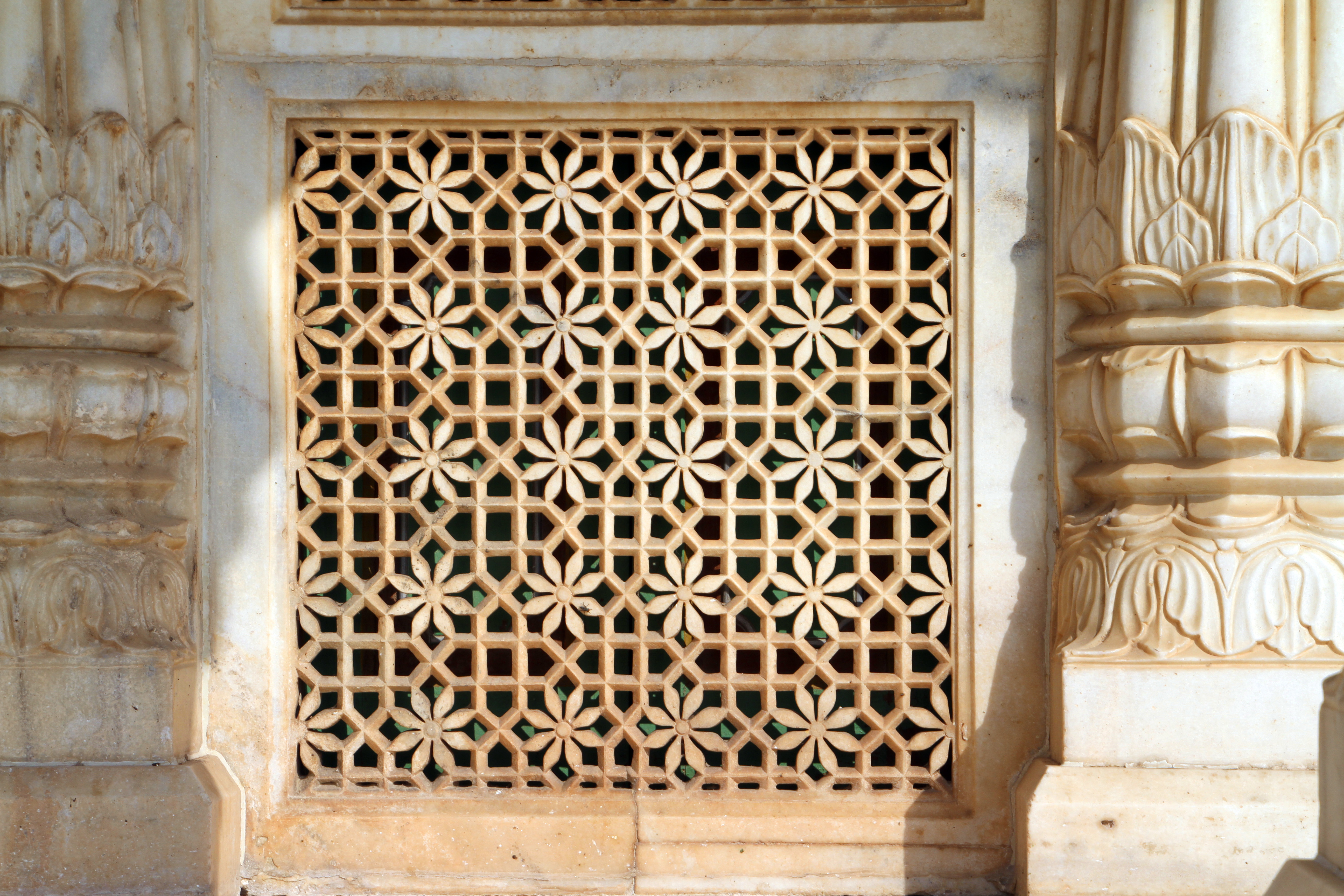
Jali
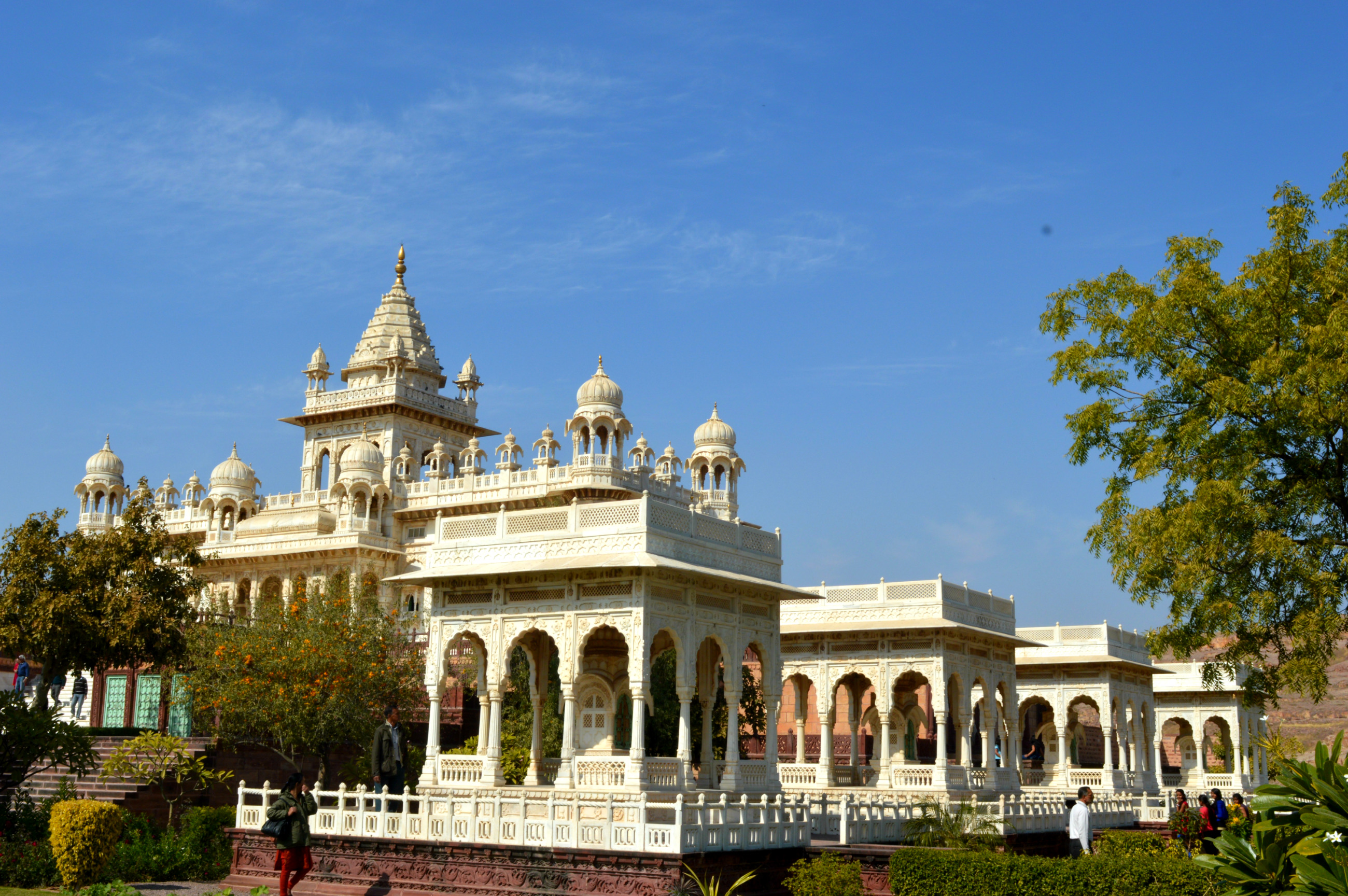
Kenotaphe für Angehörige der königlichen Familie
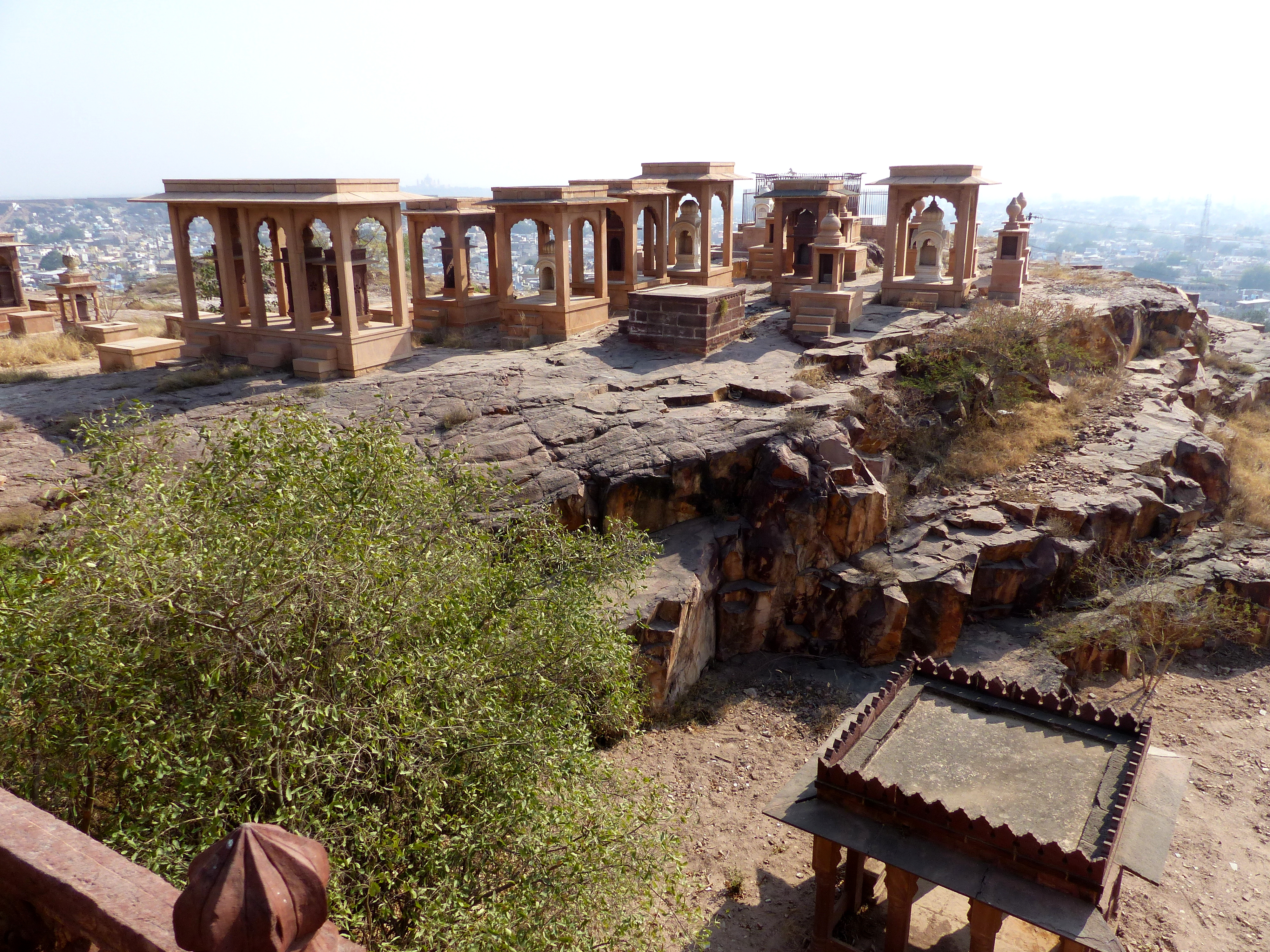
Weitere Kenotaphe
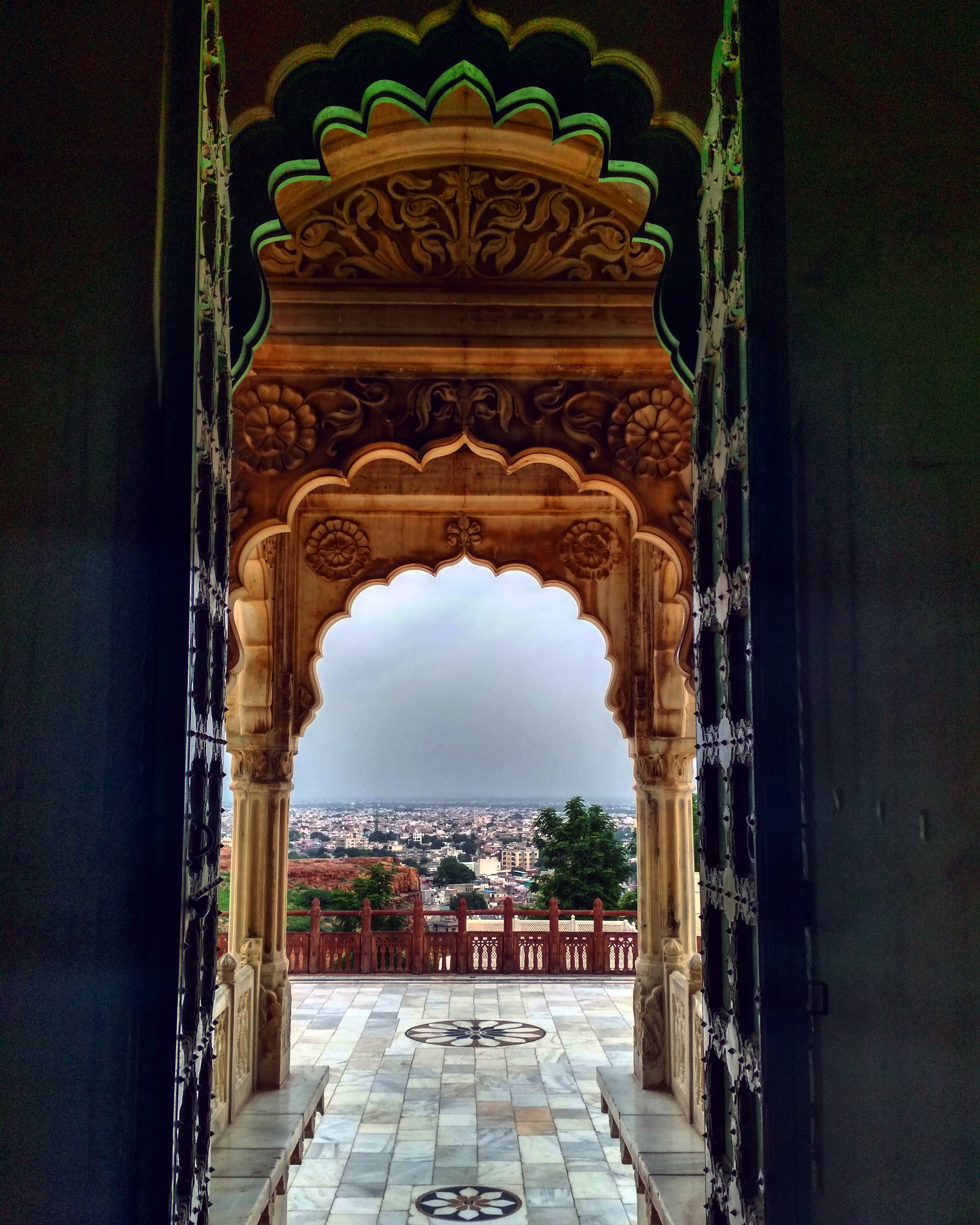
Blick auf Jodhpur